# Parafia św. Turybiusza w Chicago
Parafia św. Turybiusza w Chicago (ang. St. Turibius's Parish) – parafia rzymskokatolicka położona w Chicago w stanie Illinois, Stany Zjednoczone.
Jest ona wieloetniczną parafią we wschodniej dzielnicy Chicago, z mszą św. w j. polskim dla polskich imigrantów.
Parafia została poświęcona św. Turybiuszowi.

## Szkoły
- St. Turibius School